# トゥモローランド・ホール
トゥモローランド・ホール（Tomorrowland Hall）は、東京ディズニーランド(TDL)のトゥモローランドにある施設。主に、シンデレラ城前のキャッスルフォアコートステージで行われるショーの中央鑑賞エリアで鑑賞できる抽選の会場に使われる。
本施設で行われる以前の抽選機による抽選は「ミート・ザ・ワールド」跡の施設で行われていた。

## 設備
トゥモローランドとファンタジーランドを結んでいた「スカイウェイ」のトゥモローランド側の駅の跡地に作られた。
名称に「ホール」とあるが、室内はそれほど広くなく、抽選などのための必要最低限のスペースしかない。そのため、何らかのイベントの会場に使えるような広さではない。
建物の外には液晶ディスプレイが設置されており、このホールで何が行われているかが表示されている。また、このホールは抽選以外にも、キャンペーンなどで使用されることがある。
スペース・マウンテンの建て替えに伴い解体される予定。

## 抽選所以外としての利用
- 抽選などが行われない期間に、ベンチが置かれ休憩所として開放されたことがある。
- 2008年4月15日〜7月7日 - 『東京ディズニーランド：マジックラリーキャンペーン』 スタンプ押印、景品引き換え。
- 2008年 - ディズニー・ハロウィーンの全身仮装日における更衣室
- 2009年4月17日〜6月30日 - 『東京ディズニーランド：マジックラリーキャンペーン』 スタンプ押印、景品引き換え。
- 2017年12月15日〜2018年3月19日 -『スター・ツアーズ・リクルーティング』景品交換所
- 2021年4月5日～6月30日 - 『ハッピーフェア・ウィズ・ベイマックス』の体験型フォトロケーション『ハッピーフェア・ラボ』[2]
- 2021年4月5日〜-バケーションパッケージのグリーティング会場
- 2024年4月9日〜7月31日 - スペース・マウンテンのフォトロケーション「スペース・フォトプレイス」[3]